# Маскулинитет
Маскулинитет подразумева специфичну родну ситуацију и идентитет који се формира на основу различитих специфичних улога мушкараца.
У антропологији Гатман наводи четири различита начина коришћења овог појма. У првој верзији он се односи на мушки идентитет, односно на све оно што мушкарци раде и мисле. У другој је ближи појму мушкости (енг. manhood) и реферира на све оно што мушкарци чине да би се себи и другима представили и били препознати од других као мушкарци. Трећа употреба појма се односи на мужевност (енг. manliness) и укључује културну градацију мушкости. Тако су неки мушкарци „више мушки“ од других, а свака култура има своје хијерархије. Четврта верзија је релациона тако да се све што је мушко формира у односу на структурну опозицију – жене, тако да је маскулино све оно што није феминино.
Најзначајнија теоретичарка маскулинитета Конел тврди да, иако маскулинитет реферира на мушко тело, он није потпуно одређен биологијом. Конелова истиче да тело није једноставна основа у коју се уписују значења, већ колико представља извор симболизације толико и одређује лимите значењима. Род се, према њој, може јавити као делатан унутар четири структуре односа - моћи, производње, емоција и симболизације - а маскулинитет, који је специфична родна конфигурација, јавиће се у оквиру свих. Сумирајући резултате различитих анализа, ауторка долази до следећих закључака. Најпре, као и Британ, сматра да се пре може говорити у множини када се раматрају родни идентитети и праксе мушкараца. Идентификовано је постојање више типова, улога и пракси мушкости током историје, у различитим друштвима, културама, али и друштвеним пољима и институцијама (нпр. мушкост се другачије изражава у војсци, радничкој или транснационалној капиталистичкој класи).
Због варијација у одређивању маскулинитета које су присутне у истом друштву и у истој временској тачки, као и код исте особе у различитим временским периодима, Кимел је предложио да термин маскулинитет користимо у множини – маскулинитети. Иако постоје различити облици мушкости, то не значи да из њих проистиче подједнака симболичка и стварна моћ. Неки од њих су доминантни – хегемони маскулинитет. Пример класичне хијерархије био би хетеросексуални атлетски – предаторски у односу на геј.
Маскулинитет се формира и препознаје у обрасцима социјализације, у родном организовању (нпр. вршњачке групе), образовању, спортским и ваннаставним активностима, доколици, сфери рада, породичним и пријатељским односима, јавним дискурсима и др. Џордан и Кован истичу да се учење мушкости у савременим друштвима одвија између породице и школске учионице. Унутар породице дечаци се развијају у складу са „маскулиним – ратничким наративима“ који су саставни део игара у којима постоје сукоби, замишљени ратови добра и зла. Уласком у школски систем, овај наратив се сукобљава са наративима цивилног друштва и доминантног облика производње јер они почивају на рационалности, међусобном уважавању актера, равноправности и мирном решавању проблема. Резултат је у склапању друштвеног уговора којим се маскулино – ратнички наратив замењује маскулино – атлетским. Потоњи почива на међусобном уважавању актера и јасним правилима игре. Међутим, ратнички наратив се напушта само у јавној сфери, али остаје део приватне, па је приметан у праксама доколице (насилним видео – игрицама, акционим филмовима и др.) и неретке доминације над женама.
Паско препознаје да се маскулинитет током адолесценције развија кроз сексуалност. Маркере мушкости представљају хетеросексуалност, хетеронормативност и могућност доказивања кроз освајање  девојака.

## Хегемони маскулинитет
Социолог, Роберт Конел анализирао је основне праксе и односе који конструишу обрасце маскулинитета у Запданом родном поретку и истакао је постојање хегемоног маскулинитета. Хегемони маскулинитет представља форму маскулинитета која је уздигнута више него остале. Важно је имати на уму да хегемони маскулинитет није фиксиран, он је пре маскулинитет који поседује хегемону позицију у датом обрасцу родних односа. То је модел који мали број мушкараца може испунити у стварности. Са хегемонизацијом је повезана маргинализација. Унутар читавог система постоје специфични родни односи доминације и подређености између група мушкараца – док су неки маскулинитети хегемони или доминантни, други су маргинализовани. Као и хегемонизација и маргинализација је историјски променљива релација.

## Скале за испитивање маскулинитета
Постоје две скале за испитивање маскулинитета – BMS  и MRNS. Наиме Бренон и Џуни су развили BMS скалу да измере индивидуалну оцену норми вредности које одређују. Њихова концептуализација центрирана је на четворокомпонентни модел са укупно седам супскала:
1)     „Нема девојачких/мекушачких ствари“
а) избегавање женскости, која показује веровање да мушкарац никада не би требало да се бави стереотипно женским активностима;
б) прикривање емоција која показује да мушкарци никада не би требало да покажу осећања и емоције која их приказују као осетљиве;
2)     „Велика зверка/точак“
а) хранитељ породице, која каже да мушкарац треба да својим радом обезбеди своју породицу;
б) обожаван и поштован, која говори да би мушкарац требало да буде цењен и поштован од стране других;
3)     „Снажан храст“
а) издржљивост/отпорност - по којој би мушкарци требало да су физички чврсти и неосетљиви на бол и патњу;
б) мушкарац машина – по којој би мушкарци требало да буду ефикасни радници, сигурни, самоуверени, одлучни, озбиљни, истрајни и они који решавају проблеме;
4)     „Дајте им пакао“
а) насиље и
б) авантруру – мушкарци би требало да буду одважни, способни да преузму ризик и упражњавају насиље без оклевања.
Томпсон и Плек су у својој MRNS скали редуковали број основних димензија на три. То је скала помоћу које истраживач процењује ставове о маскулинитету у три различите области: норма статуса и рационалности (која се састоји од уверења да мушкарац треба да има успех на послу и да обезбеди своју породицу, буде самоуверен и независтан); норма издржљивости/грубости (да мушкарац никада не би требало да показује емоционални или физички бол, да би требало да се бави физичким насиљем и да ужива у опасним ситуацијама); и норма избегавања женскости (да мушкарац не би требало да се бави активностима које су традиционално везане за жене).